# Vals (Suíça)
Vals é uma comuna da Suíça, no Cantão Grisões, com cerca de 1.002 habitantes. Estende-se por uma área de 152,58 km², de densidade populacional de 7 hab/km². Confina com as seguintes comunas: Aquila (TI), Hinterrhein, Lumbrein, Nufenen, Olivone (TI), Safien, Sankt Martin, Vrin.
A língua oficial nesta comuna é o Alemão.
Esta diminuta localidade na área profunda dos Alpes ganhou reconhecimento graças às esmagadoras termas criadas pelo arquitecto suíço Peter Zumthor, vencedor em 2009 do Prémio Pritzker. Vals oferece calma absoluta e paisagens de filmes no coração de um vale.

Uma atração para os amantes das caminhadas e da arquitectura é subir até à aldeia de Leis, onde Zumthor construiu umas casas unifamiliares que podem ser arrendadas para estadias curtas. Outra opção é ir ver a impressionante albufeira de Zervreila.